# Isaiah Wright
Isaiah Wright (Waterbury, 13 gennaio 1997) è un giocatore di football americano statunitense che milita nel ruolo di wide receiver per il Washington Football Team della National Football League (NFL).

## Carriera

### Washington Football Team
Al college Wright giocò a football alla Temple University dal 2016 al 2019. Dopo non essere stato scelto nel Draft NFL 2020 firmò con il Washington Football Team. Debuttò come professionista il 13 settembre 2020 contro i Philadelphia Eagles, giocando 10 snap negli special team.